# Всемогущий контроль
Всемогу́щий контро́ль — психический процесс, относимый к механизмам психологической защиты. Заключается в бессознательной убеждённости человека в том, что он способен всё контролировать. Естественным следствием такой убеждённости является ощущение человеком ответственности за всё вокруг и чувство вины, возникающее, если что-либо выходит из-под его контроля.

## Описание
Современные интерпретации этого психического механизма отсылают к описанной Жаном Пиаже особенности детской психики — «эгоцентризму», то есть восприятию самого себя как центра вселенной, точки отсчёта, восприятию мира с позиции солипсиста. В самом раннем возрасте человек еще не вполне осознаёт себя как нечто отдельное от окружающего его мира. Ощущая в себе желания и способность к деятельности, он ещё не обладает достаточно развитой эмпатией и пониманием окружающего мира, чтобы предполагать наличие желаний и способности к самопроизвольной деятельности за кем-то ещё. Несмотря на то, что в норме такое восприятие мира перерастается, способность к нему человек не теряет, и оно может проявляться в определённом контексте.

### Как адаптивный процесс
Наиболее адаптивно такое восприятие мира для маленького ребёнка, младенца: степень его реального контроля над миром, способность защитить и прокормить себя практически равна нулю, но ему кажется, что мать его кормит и защищает потому, что он этого хочет. Фактически, младенец даже может осуществлять конкретную деятельность, результатом которой становится удовлетворение его потребностей: он может кричать. Взрослея, ребёнок постепенно разочаровывается в этом своём представлении, сначала переходя к фантазии о всемогуществе своих родителей (примитивная идеализация), а потом и к адекватному восприятию возможностей людей, но некоторая здоровая часть ощущения всемогущества сохраняется, поддерживая в человеке ощущение способности влиять на свою жизнь.

### Как защитный механизм
Ощущение всемогущего контроля, как и в детстве, защищает нас от ощущения беззащитности, неспособности контролировать свою жизнь. Этот механизм может проявляться в виде всевозможных суеверий и ритуалов, создающих впечатление способности предсказать или изменить своё будущее там, где реального контроля нет. Возможны и более «прямолинейные» попытки контролировать свою жизнь, оказывая давление на людей или даже совершая вполне рациональные поступки. Как бы то ни было, спасаясь с помощью «всемогущего контроля» от ощущения беспомощности, человек придерживается нереалистичной и неосознаваемой фантазии о своей (по крайней мере потенциальной) способности полностью контролировать свою жизнь и всё, что её касается.
Очевидно, что даже с фантазией о собственном всемогуществе, человек рано или поздно сталкивается с тем, что что-то произошло не так, как планировалось. В этих ситуациях особенно остро проявляется деструктивная сторона этого защитного механизма — человек необоснованно считает себя виноватым в том, что произошло. Как маленький ребёнок, злящийся на свою мать, может решить, что это из-за его злости упал показанный по телевизору самолёт, так и взрослый человек может считать, что именно его неправильные действия или мысли оказались единственной и решающей причиной нежеланного результата.

## Связь с расстройствами личности
Нэнси Мак-Вильямс считает «всемогущий контроль» центральной защитой социопатов, вокруг которой строится вся их личность. Также эта защита активно применяется ананкастами.